# Откровение Иоанна Богослова, 5

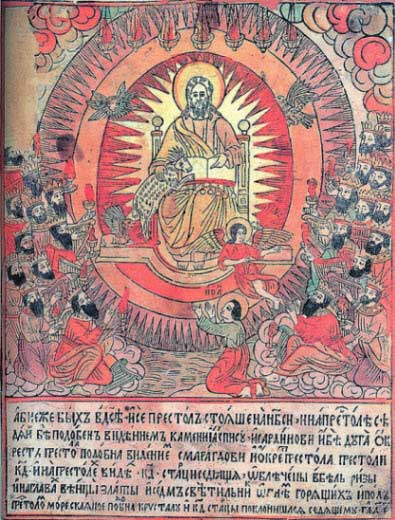
Агнец берет Книгу у Господа. Гравюра из «Библии для бедных» Василия Кореня, 1692—1696

Откровение Иоанна Богослова, Глава 5 — пятая глава Книги Апокалипсиса (5:1—14), в которой Иоанн видит Агнца, берущего Книгу за семью печатями.

## Структура
- Вопрошание о том, кто может открыть Книгу (5:1-5)
- Агнец берет Книгу (5:6-7)
- Поклонение Агнцу (5:8-14)

## Содержание
Иоанн видит в руке у Господа на троне Книгу за семью печатями. Ангел спрашивает, кто может открыть её, но никто не отзывается. Иоанн по этому поводу плачет, но один из Старцев Апокалиписа говорит ему, что лев от колена Иудина, корень Давидов (то есть Мессия) победил, и может открыть Книгу. Перед Иоанном является Агнец как бы закланный, имеющий семь рогов и семь очей (то есть Иисус), он берет книгу из рук Господа, все падают перед ним ниц и славословят его.

### Упомянуты
- Книга за семью печатями
- Лев Иуды
- Корень Давидов
- Агнец Божий
- Поклонение Агнцу

## Толкование
Книга за семью печатями включает историю мироздания, которая видна Богу из запредельных высей в законченном и совершенном виде. Поклоняющиеся Агнцу поют «новую песнь», в то время как «старая песнь» — это один из важнейших ветхозаветных гимнов (в данном случае — «Свят, свят, свят Господь Саваоф»).
Книга является на самом деле не кодексом, а свитком. Концепция взята Иоанном из Книги пророка Иезекииля: «И увидел я, и вот рука простерта ко мне, и вот в ней — книжный свиток. Он развернул его предо мною, и вот свиток исписан был внутри и снаружи, и написано на нем: „плач, и стон, и горе“» (Иез. 2,9.10). Почему печатей именно 7 — не ясно. Известно, что в римском праве 7 печатями свидетелей запечатывали только завещания, и вскрыть его можно было только в присутствии их же. Однако вероятней просто привязанность автора к числу 7, которое символизирует в данном случае высшую степень секретности (так, по апокрифическому Евангелию Петра именно 7 печатями был запечатан Гроб Господень). Слово «Агнец», которым Иисус называется в «Апокалипсисе», уникально: оно не употребляется нигде больше в Новом Завете по отношению к Иисусу Христу (в прочих книгах Нового Завета использовано греческое слово «амнос», а здесь употреблено слово «арнион»).

## Иконография
Из сюжетов этой главы в средневековых рукописях и зависимых жанрах изредка встречается «Плачущий Иоанн», изображающий евангелиста рядом с ангелом, читающим имена достойных. Очень редкое изображение Льва Иуды (и отдельно, и как второстепенного персонажа). Иконография Христос во Славе (Maiestas Domini), возникшая в предыдущей главе, здесь обогащается тем, что у Господа в руках появляется Книга за семью печатями (закрытая), по сторонам его, как раньше, изображают 24 старцев и 4 апокалиптических животных.
Главным иконографическим мотивом этой главы является Поклонение Агнцу, который занимает места Господа в предыдущей схеме Maiestas Domini — его изображают в центре композиции, и 24 старца склоняются перед ним. Агнец часто стоит на закрытой Книге со свисающими семью печатями, из раны на его груди в потир может вытекать кровь, что символизирует его жертву. Помимо отдельного изображения в центре, его можно увидеть и у ног Господа на престоле. Этот сюжет «Агнец Божий среди 24 старцев» («Поклонение Агнцу») — один из важнейших мотивов для раннехристианского искусства, он достаточно рано обособился из апокалиптического цикла иллюстраций в самостоятельную тему христианского искусства. Поклонение Агнцу 24 Старцами и Агнец на престоле среди 7 светильников были представлены на мозаике V века в Сан-Паоло-фуори-ле-Мура. В древних вариантах изображения Агнец изображается согласно букве Писания, с 7 рогами и 7 глазами.
В рамках иллюстративного цикла Апокалипсиса остался следующий эпизод главы, где Агнец берет Книгу у Господа. В этой сцене (в основном, в книжных миниатюрах), он изображается на одном уровне с Богом, протягивающим копытце к его коленям, на которых лежит Книга. Старцы также изображаются поклоняющимися, как и в последующей сцене, где у них в руках появляются чаши, полные фимиама. Все эти элементы могут совмещаться в одной сцене.

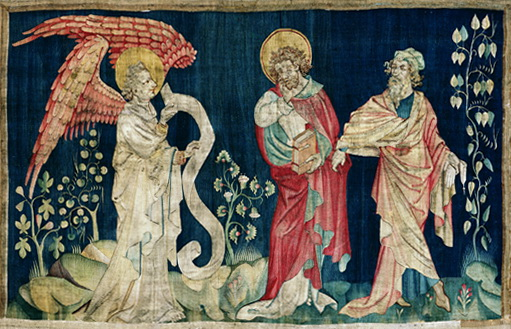
Ангел читает имя достойного, фрагмент гобелена «Анжерский апокалипсис», XIV век
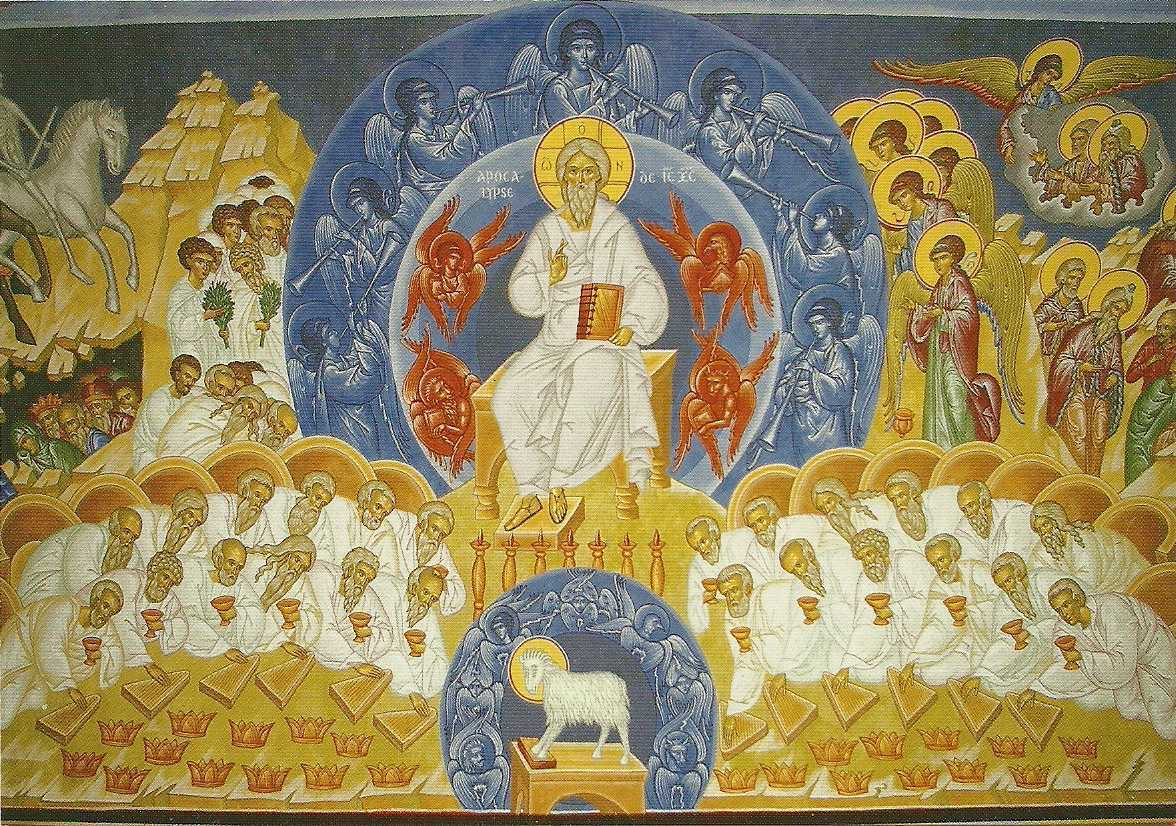
«Поклонение Агнцу», греческая фреска
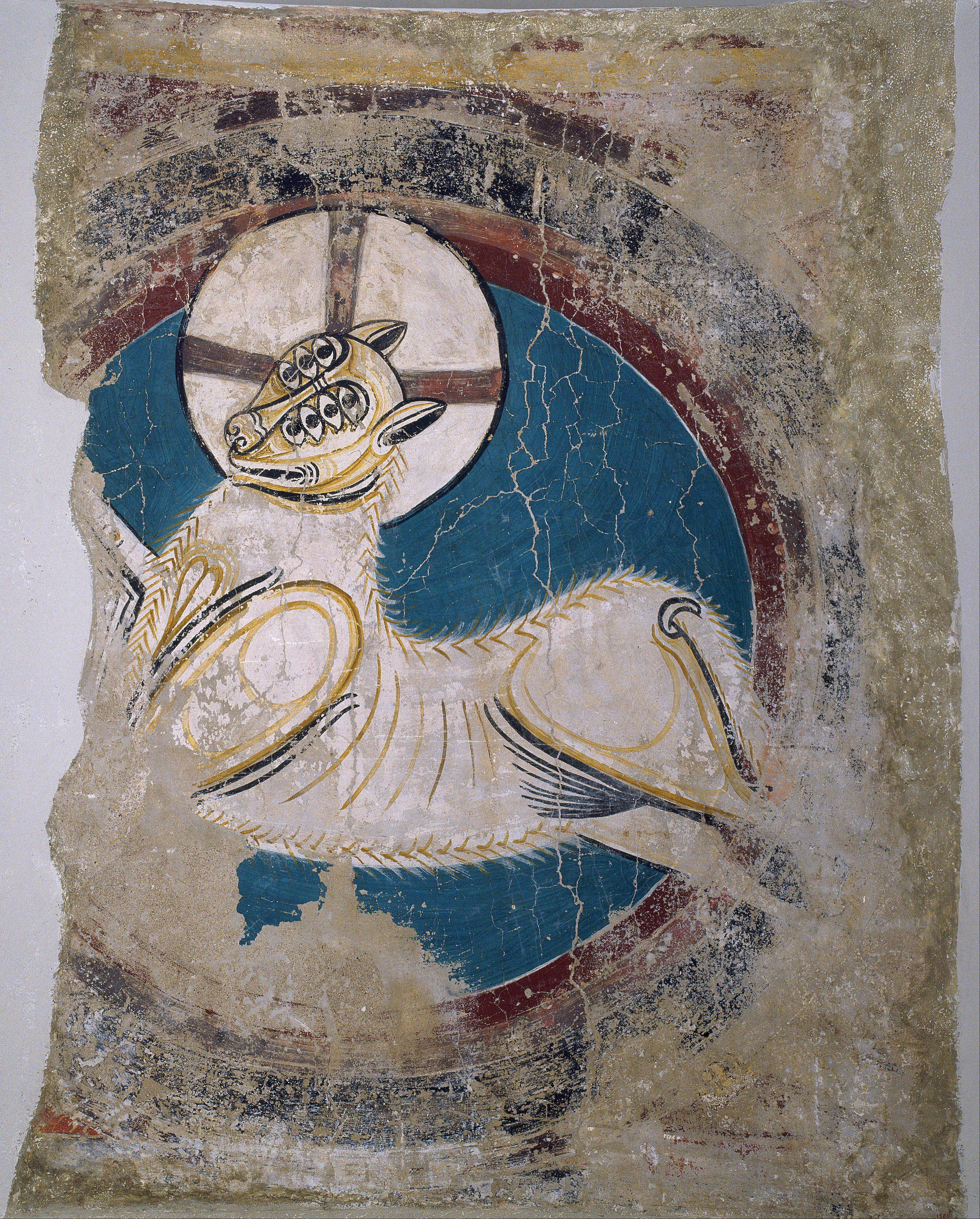
Агнец с 7 рогами и 7 очами, фреска в Тауле, Каталония, ок. 1123
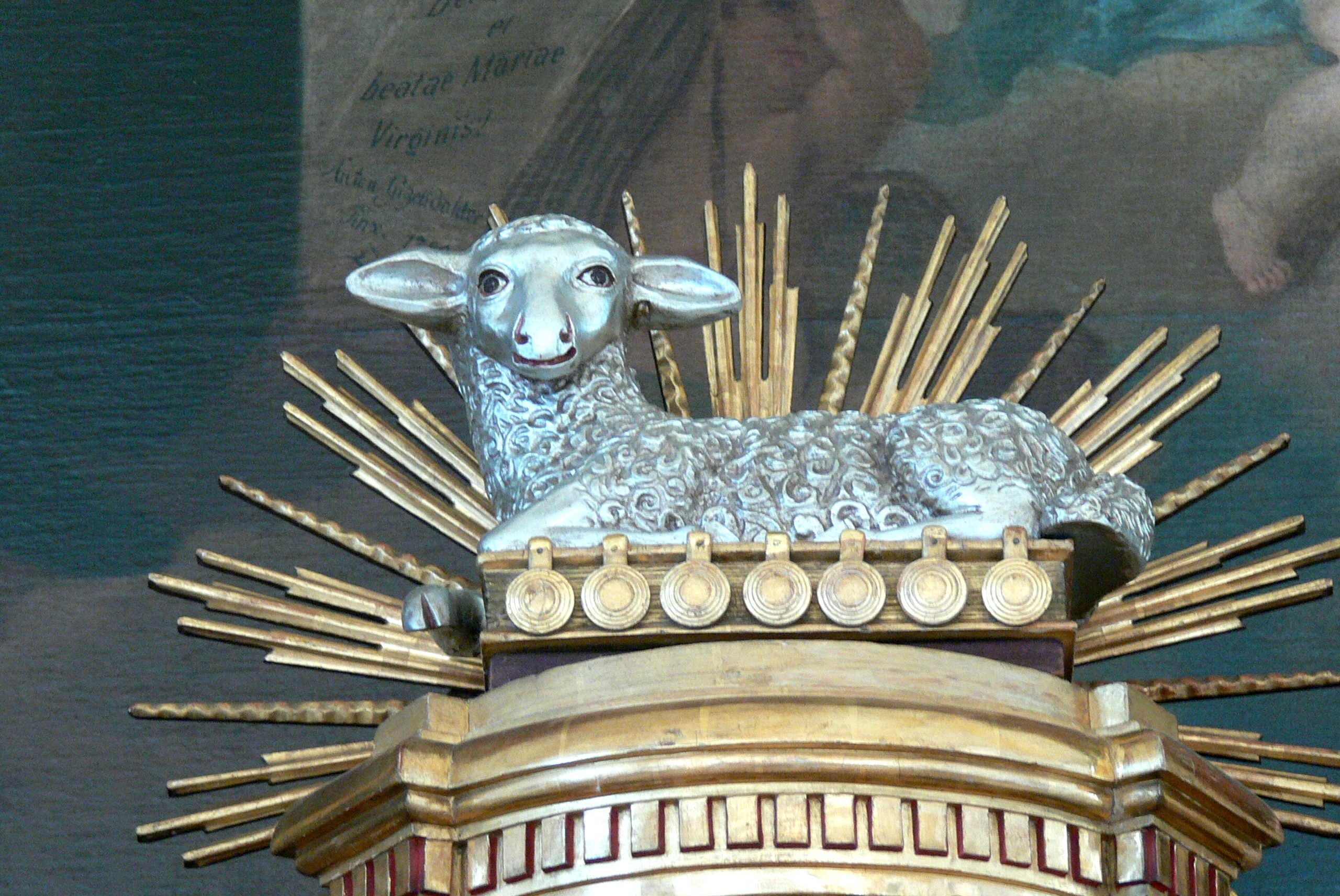
Агнец, лежащий на книге с 7 печатями — типичный декоративный элемент скульптурного убранства католической церкви
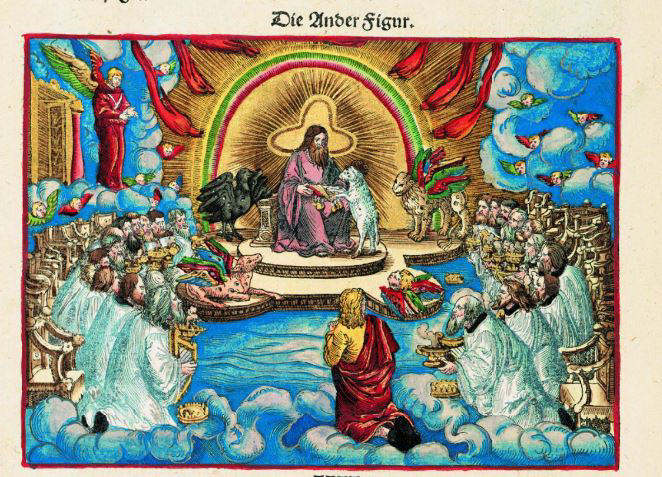
Агнец берет Книгу у Господа, гравюра из Лютеровской библии, ок. 1534
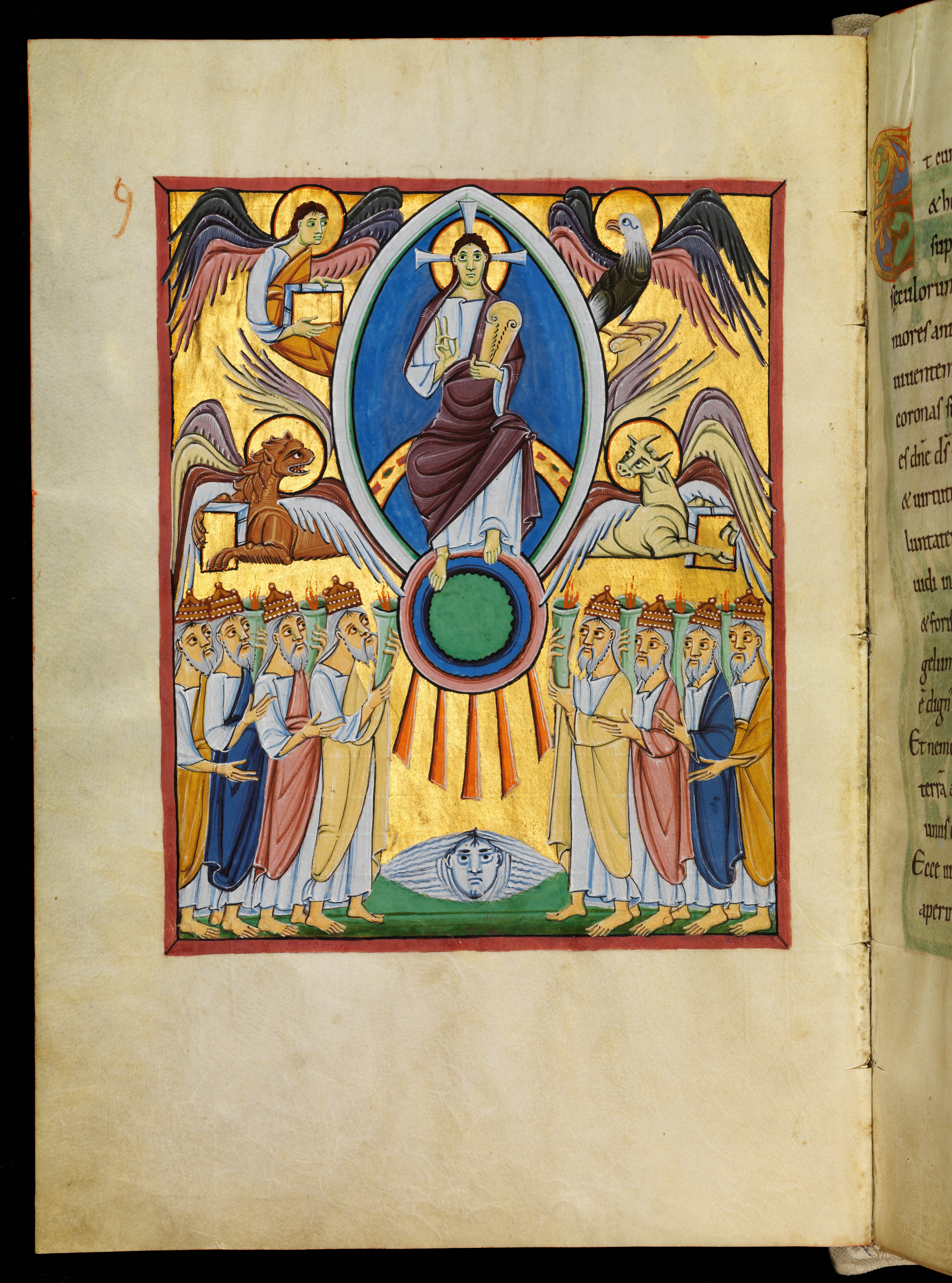
Старцы с чашами фимиама в руках поклоняются Господу, миниатюра из «Бамбергского апокалипсиса», XI век